# أندرو أمير اليونان والدنمارك
أندرو جورج ، (2 فبراير 1882- 3 ديسمبر 1944). أمير اليونان والدانمارك. كان الطفل السابع لجورج الأول ملك اليونان وأولغا كونستانتينوفنا. وهو من بيت شليسفيش هولشتاين سوندربورغ غلوكسبورغ، ولد في أثينا عام 1882. تعلم الإنجليزية في سن صغير لكنه أبى أن يستخدم سوى اليونانية في حياته اليومية وهو والد فيليب دوق أدنبرة وجدّ الملك تشارلز الثالث ملك المملكة المتحدة.
تلقى التدريب العسكري في سن مبكرة، وعين ضابطًا في الجيش اليوناني وخدم في حروب البلقان، ولم تكن مناصبه القيادية فخرية بل كانت حقيقية. في عام 1913، اغتيل والده وأصبح شقيق أندرو الأكبر، قسطنطين، ملكًا على اليونان. أدت سياسة حياد الملك خلال الحرب العالمية الأولى إلى تنازله عن العرش، ونُفي معظم أفراد العائلة المالكة، بما في ذلك أندرو. عند عودتهم بعد بضع سنوات، رأى أندرو الخدمة في منصب اللواء في الحرب اليونانية التركية (1919-1922)، ولكن سارت الحرب بشكل سيئ بالنسبة لليونان، وأُلقي باللوم على أندرو جزئيًا في خسارة الأراضي اليونانية. نُفي للمرة الثانية عام 1922، وأمضى معظم حياته في فرنسا.
بحلول عام 1930، انفصل عن زوجته، أليس أميرة باتنبرغ. خدم ابنه الوحيد، الأمير فيليب، في البحرية البريطانية خلال الحرب العالمية الثانية، بينما كانت جميع بناته الأربع متزوجات من ألمان، ثلاث منهن على صلة بالنازية. توفي أندرو، الذي انفصل عن زوجته وابنه بسبب آثار الحرب، في مونت كارلو عام 1944. ولم ير أيًا منهما منذ عام 1939.